# Родриго Фернандес де Кастро

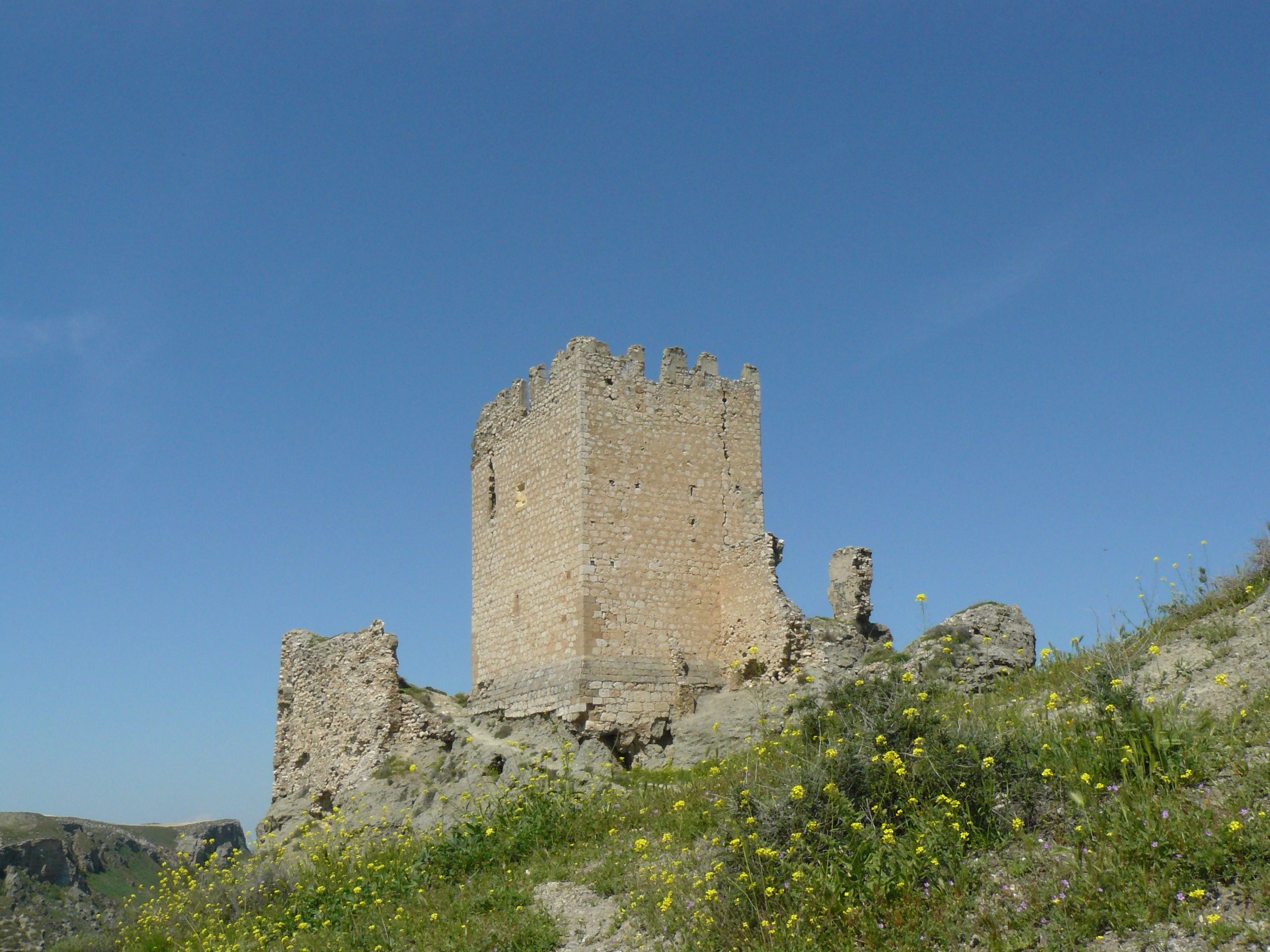
Замок Ореха, который в 1139 году осадили братья Родриго и Гутьерре Фернандесы де Кастро

Родриго Фернандес де Кастро, по прозвищу Лысый (Эль-Кальво) (исп. Rodrigo Fernández de Castro el Calvo; ок. 1090 — ок. 1142) — кастильский дворянин и военачальник. Один из основателей дома Кастро, он был вторым сыном Фернандо Гарсии де Ита и Тегридии (или Тригидии), сестры или тетки графа Родриго Мартинеса и родственника семьи Ансурес. Его дедом по отцовской линии, возможно, был Гарсия Ордоньес, который погиб в битве при Уклесе в 1108 году.

## Военная карьера
В апреле 1126 года Родриго и его старший брат Гутьерре подчинились новому королю (впоследствии императору) Альфонсо VII вместе с остальной кастильской знатью . Родриго служил королевским альфересом (знаменосцем) с лета 1130 года до весны следующего года. (Его предшественник — Педро Альфонсо — в последний раз упоминается 10 июня 1130 года, и он был на своем посту к 26 августа, в то время как последняя запись о нем датирована 15 мая 1131 года, а его преемник — Педро Гарсес — был на своем месте к 29 мая). В июне и июле 1137 года он вместе с Гутьерре участвовал в королевской экспедиции в Галисию, где Туй был отвоеван у португальцев, а братья посетили Сантьяго-де-Компостела . Родриго подписал королевские хартии от 26—27 июня в Туе и от 17 июля и 29 июля в Сантьяго-де-Компостела. В октябре Родриго присоединился к королевскому двору, когда тот путешествовал по Кастилии. 9 октября он подписал королевскую хартию в Бургосе, 20 октября он был на Эбро, а 29 октября братья были в Нахере. Большая часть последующей военной карьеры Родриго проходила на южной границе, во время Реконкисты против Альморавидов.
В 1137 году Родриго сменил графа Родриго Гонсалеса де Лара на посту губернатора (алькаида) Толедо. Вскоре после этого он совершил набег на окрестности Кордовы и разбил армию под командованием Ташфина ибн Али, будущего султана, в местечке под названием Альмонт (возможно, Альмонасид) по возвращении. Согласно Хронике Альфонсо Императора, "военные опыты Родриго Гонсалеса и Родриго Фернандеса против мавров были действительно велики, но они не были описаны в этой книге. В 1138 году Родриго Фернандес присоединился к королю Альфонсо VII и графу Родриго Мартинесу в грабительской экспедиции вдоль реки Гвадалквивир, во время которой он привез с собой множество рабов . Родриго Фернандес де Кастро присутствовал при неудачной осаде Кории в июле, когда Родриго Мартинес был убит в бою. В апреле 1139 года Родриго и его брату было приказано осадить Ореху с их собственными рыцарями, которым помогали местные кавалерийские и пехотные части пограничных городов. К 25 июля король принял командование осадой, которую успешно завершил в октябре. Родриго Фернандес, вероятно, находился при королевском дворе на протяжении всего пути, следуя за Альфонсо VII в объезд Толедо 14 августа и 26 октября. В 1142 году, согласно Anales toledanos, Родриго совершил набег на город под названием Сильвия в Алгарве и вернул 10 000 пленников.
22 февраля 1140 года Родриго и Гутьерре находились в Каррион-де-лос-Кондес, чтобы засвидетельствовать заключение договора между королем Кастилии Альфонсо VII и графом Раймондом Беренгаром IV Барселонским . В 1142 году он был королевским tenente, удерживающим город Авила в феоде от короны. Последний раз он упоминается при дворе в 1144 году и после этого исчезает из хроник. Он умер до 1148 года, когда его вдова вышла замуж за графа Рамиро Фройласа.

## Брак и дети
Согласно генеалогу XIV века Педро де Барселушу, у Родриго была дочь Альдонса Руис де Кастро, которая вышла замуж за Лопе Диаса де Аро. Согласно современному испанскому генеалогу Луису де Салазару-и-Кастро, Альдонса была дочерью Родриго и Эйло Мартинеса Осорио. Эти генеалогии ложны. Жену Родриго звали Эло (также пишется Эйло или Эйло) Альварес, дочь Альвара Фаньеса, и у него не было дочери по имени Альдонса, согласно историку Родриго Хименесу де Раде. У Родриго и Эйло было по меньшей мере пять сыновей и одна дочь:
- Фернандо Родригес де Кастро эль-Кастельяно («Кастилец») (1125—1185), ставший лидером дома Кастро после смерти своего дяди Гутьерро Фернандеса де Кастро[22][23]. Его первой женой была Констанция (Констанца) Осорио, дочь графа Осорио Мартинеса (? — 1160). Супруги развелись, а в 1165 году Констанция вторично вышла замуж за Педро Ариаса де Лимиа. В 1168 году Фернандо вторично женился на своей кузине Эстефании Альфонсо Несчастной, незаконнорожденной дочери Альфонсо VII и его любовницы Урраки Фернандес.
- Педро Родригес де Кастро (? — ок. 1191), главный майордом Леона (1184). Был женат на Урраке Родригес де Гусман, дочери Родриго Муньоса, сеньора де Гусман и Роа[24][25] .
- Альваро Родригес де Кастро, старший майордом короля Леона Фернандо II. Оп правил в Астурии, ему принадлежали Саррия и замки Леона. Второй муж примерно с 1163 года королевы Астурии Урраки (1132—1164)
- Гутьерре Родригес де Кастро эль-Эскалабрадо (? — ок. 1195), был женат на Эльвире Осорио, сеньоре де Лемос и Саррия[24]
- Санча Родригес де Кастро, жена Альваро Родригеса де Гусмана, тененте Мансильи.